# Edwin Walter Kemmerer
Edwin Walter Kemmerer (Scranton, 29 juin 1875 - Princeton, 16 décembre 1945), est un économiste américain connu en tant que money doctor, conseiller économique de gouvernements de pays tout autour du globe, en particulier latino-américains, comme promoteur de politiques monétaires principalement dédiées au problème de l'inflation à travers l'implantation de monnaies fortes et de budgets équilibrés.

## Biographie
Edwin Walter Kemmerer sort avec les honneurs de l'université Wesleyenne, et obtient un doctorat de l'université Cornell. A 28 ans, il est nommé conseiller de la commission philippino-américaine. En 1912, il débute en tant que professeur à l'université de Princeton, où il est le premier directeur de la section de Finances internationales.
Il meurt en 1945, à l'âge de 70 ans.

## Mission Kemmerer

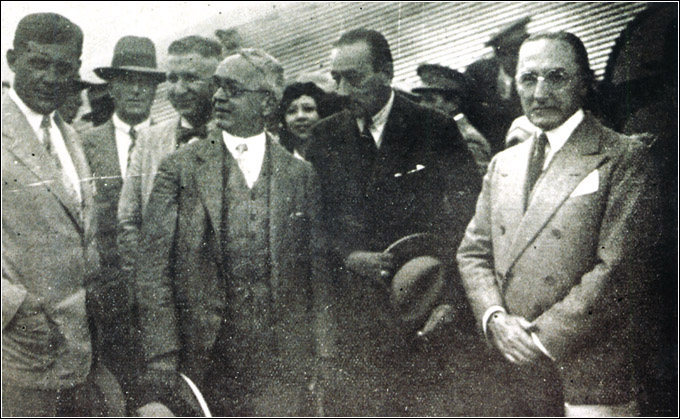
La Mission Kemmerer à son arrivée au Pérou (1931).

Pays où de déroula une Mission Kemmerer :
- Philippines (1904 - 1906)
- Mexique (1917). Conseiller de la Commission de réorganisation administrative et financière.
- Guatemala (1919). Conseiller du gouvernement.
- Colombie (1923). Conseiller du président Pedro Nel Ospina. De sa gestion sont issues la Banque centrale, la Surintendance bancaire et la Contraloría General.
- Chili (1925). Conseiller du gouvernement d'Arturo Alessandri Palma. Ses proposition amènent à la création de la Banque centrale du Chili, de la Surintendance des Banques et de la Contraloría General.
- Équateur (1926). Conseiller de l'administration d'Isidro Ayora, qui crée la Banque centrale, la Surintendance des Banques, la Contraloría General et d'autres institutions.
- Bolivie (1927). Conseiller du gouvernement d'Hernando Siles. En sont issues la Banque centrale et la Contraloría General, ainsi que la Loi générale des banques et la Loi monétaire (11 juillet 1928)
- Pérou (1931). Conseiller du gouvernement péruvien. Le pays lui doit la création de la Banque centrale de réserve et de la Superintendencia de Banca.